# Goodbye to the Age of Steam
Goodbye to the Age of Steam è il primo album in studio del gruppo musicale inglese Big Big Train, pubblicato nel 1994.

## Tracce
Testi e musiche di Greg Spawton, eccetto dove indicato.
1. Wind Distorted Pioneers – 3:21
2. Head Hit the Pillow – 5:48
3. Edge of the Known World – 4:47
4. Landfall – 4:18
5. Dragon Bone Hill – 3:52
6. Blow the House Down – 9:20 (Spawton, Cooper)
7. Expecting Snow – 2:36
8. Blue Silver Red – 10:03 (Spawton, Poole)
9. Losing Your Way – 7:28